# أمل هباني
أمل خليفة إدريس هباني المعروفة أيضا باسم أمل هباني (الإنجليزية:Amal Habani) من مواليد ديسمبر 1974 صحفية مستقلة ومساهمة في جريدة التغيير السودانية.

## التعليم
تخرجت من جامعة الخرطوم كلية الاعلام وحاصلة علي ماجستير الاعلام.

## المسيرة المهنية
تُعد الشريك المؤسس لشبكة الصحفيين السودانيين لجماعة حرية الصحافة المحلية المستقلة الموجودة بالخرطوم، وقد تعرضت مرارًا وتكرارًا للإهانة والاحتجاز من قبل السلطات السودانية بسبب تعطياتها للاحتجاجات والمخالفات الرسمية.

## الخدمة الاجتماعية
أمل هباني هي صحفية وناشطة لحقوق الإنسان، وهي الشريك المؤسس لمبادرة «لا لقهر النساء» وهي مبادرة اجتماعية تم تأسيسها عام 2009 تدعو إلى تغيير القوانين السودانية التي تميز بين السيدات في السودان.

## الجوائز
- استلمت جائزة ناشطة حقوق الإنسان «مبادرة لا لقهر النساء» عام 2014 من الاتحاد الأوروبي في السودان.
- حصلت أمل هباني على تقدير لمعارضتها الشجاعة خارج بلدها: حيث منحتها منظمة العفو الدولية جائزة جينيتا ساجان المرموقة عام 2014.[8]
- في عام 2018 كانت أمل هباني من الصحفيين الذين وُصِفوا ب«الحُرَّاس» والذين تم اختيارهم كشخصية العام في عدد سنوي من مجلة تايم الأمريكية الإخبارية.[9]
- تم تكريمها من قبل مركز الخاتم عدلان في 2012 تقديراً لدورها في الدفاع عن الحقوق والحريات العامة في البلاد.

## الاعتقالات
في جزء من رحلتها لتوثيق انتهاكات حقوق الإنسان قُبض عليها في 16 يناير 2018 بالقرب من شارع الجمهورية بسبب مشاركتها في مظاهرة عامة تناولت أسعار السلع والأزمة الاقتصادية التي تواجه السودان.
تم إلقاء القبض على هباني في عام 2017 فيما يتعلق بتغطيتها لمحاكمة منظمة لحقوق الإنسان فقد اتُّهِمت بنشر تقارير كاذبة بعد رفضها دفع الغرامة وتفضيل الحبس، تم الإفراج عن هباني بعد أن جمعت حملة التمويل الجماعي الأموال، في عام 2013 احتُجزت لعدة أيام في مكان غير معلوم بعد أن قدمت تقريراً انتقاديًا عن رد الشرطة على الاحتجاجات في الخرطوم.

## الاستعانة بصديق
اثار بوست بهذا العنوان في صفحتها على الفيسبوك في يونيو 2021 جدلا واسعا في السودان بعد دعوتها النساء إلى «الاستعانة بصديق» حال قيام زوجها بالاقتران بأخرى، وانتقدها تيار واسع باعتبار أن دعوتها خروج عن القيم الدينية والمجتمعية وشارك في انتقادها بعض من افراد اسرتها  حيث كتبت شقيقتها عفاف هباني قائلة (نستنكر بشدة هذا البوست الذي يتضمن إساءة كبيرة للدين الإسلامي، وإساءة كبيرة لنساء الدين الشريفات، ونطلب من الأخت أمل الاعتذار لنا أولاً، ولنساء البلد المقهورات وغير المقهورات وناشطات نسويات زميلات لها)، ولكن أصوات محدودة طالبت بالاستماع لتفسيرها لكلماتها، فيما ردت هباني بالقول إنها «لا تقصد بكلماتها عن الاستعانة بصديق معنى الخيانة الزوجية) وقالت لبرنامج «ترندنج» على شاشة «بي بي سي» «إنني لم أقصد أن تذهب الزوجة إلى صديق لتخون زوجها، ولكني قصدت كشف فداحة فكرة التعدد على الزوجة المهجورة، وأن الرجل يذهب ليبحث عن حاجة جسدية وعاطفية ونفسية وينسى المرأة.وتابعت «أما في ما يخص موقف شقيقتي، فإن التفكير الحر المستقل هو ديدن حياتي، مع احترامي ومحبتي لكل من هم حولي من شقيقاتي وأسرتي وعائلتي الكبرى)

## روابط خارجية
- خطاب لأمل هباني أثناء استلامها جائزة حرية الصحافة العالمية عام 2018